# Rocche di Sant'Anna
La chiesa di Sant'Anna è stata un luogo di culto cattolico situato nella località delle Rocche di Sant'Anna nel comune di Sestri Levante, nella città metropolitana di Genova. I ruderi della chiesa si trovano lungo l'antico sentiero di collegamento tra Cavi di Lavagna e Sestri Levante.

## Storia

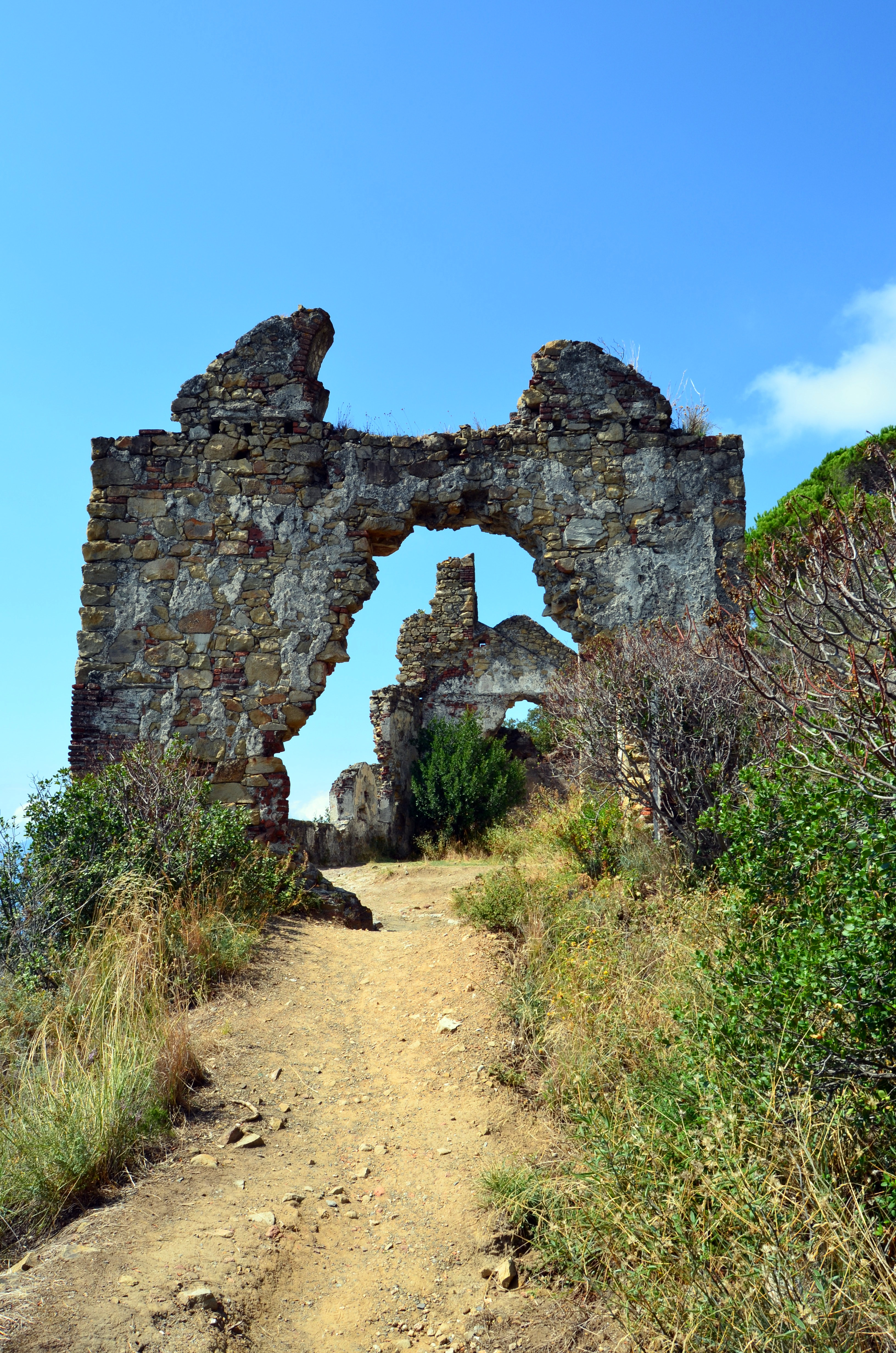
Particolare della struttura

Secondo alcuni studi effettuati presso il sito, soprattutto sulla cronologia costruttiva, la costruzione della chiesa potrebbe essere risalente ad un periodo non anteriore alla seconda metà del XVI secolo. Tracce di queste opere cinquecentesche sono, infatti, tuttora visibili in alcune parti della struttura principale che, invece, risalirebbe al XVIII secolo.
La prima citazione scritta della chiesa risale al 1506, anche se nelle cartografie il luogo di culto viene raffigurato solo a partire dalla fine del Cinquecento. Come risulterebbe dagli atti del notaio Vincenzo Molfino, ritrovati dallo storico Arturo Ferretto, un documento del 10 luglio 1516 del vicario della curia arcivescovile di Genova attesterebbe l'edificazione della cappella intitolata a sant'Anna grazie alle elemosine raccolte durante le giornaliere messe dalle pie donne delle famiglie locali Musso, Oxio e Morinello. La chiesa è altresì menzionata in un documento del 1537 dell'annalista genovese Agostino Giustiniani.
Un culto religioso verso la santa, e di conseguenza verso l'edificio, ulteriormente richiamato da un decreto del vescovo di Brugnato monsignor Antonio Pagliettino e del podestà di Sestri Levante Donato Bogiano datato al 23 luglio 1578; una festività che, nel 1647, un atto del Senato della Repubblica di Genova ne ufficializzava una pubblica fiera per nove giorni.
Il 31 agosto 1673 monsignor Giovanni Battista Da Dieci, durante una visita pastorale, ordinò alcuni lavori di modesta entità da eseguirsi nella sagrestia e al campanile della chiesa. Più ingenti e di maggiore impegno furono invece i lavori commissionati nel corso del XVIII secolo, come si evince da un'asta pubblica datata al 5 novembre 1727 e con l'affidamento dei lavori il 6 agosto 1728 ad un muratore locale.
Quasi certamente la chiesa non fu più officiata a partire dal 1810, a seguito della chiusura di alcuni luoghi di culto e soppressione degli ordini religiosi voluti dalla nuova amministrazione filofrancese del Dipartimento degli Appennini (Primo Impero francese). La successiva apertura della sottostante nuova strada litoranea napoleonica - l'attuale tratto costiero della strada statale 1 Via Aurelia - determinò un inesorabile e rapido abbandono dello storico sentiero e, conseguentemente, pure della chiesa; quest'ultima, già nel 1820, risultò in parte crollata. Tuttavia, ancora fino ai primi anni del Novecento il culto verso sant'Anna e la sua chiesa risultò ancora vivo con partecipazione degli abitanti sestresi e delle comunità parrocchiali di San Bernardo delle Cascine e di Santo Stefano del Ponte.